# Rolls-Royce Thrust Measuring Rig
Das Rolls-Royce Thrust Measuring Rig (TMR) (deutsch: Schubmessgestell) war ein experimentelles VTOL-Luftfahrzeug aus den 1950er Jahren zur Erforschung der Verwendung von Strahltriebwerken zum Senkrechtstart und -landung und den Einsatz dieser Technik in einem Überschallflugzeug. In der zeitgenössischen Presse wurde das Schwebegestell wegen seines ungewöhnlichen Aussehens auch als Flying Bedstead (deutsch: Fliegendes Bettgestell) bezeichnet.

## Geschichte
Das geplante Überschall-VTOL-Flugzeug hätte eine Anzahl vertikal eingebauter Strahltriebwerke zum Senkrechtstart und Schwebezustand eingebaut, bis die Tragflächen beim Übergang zum Horizontalflug genügend aerodynamischen Auftrieb entwickeln konnten.  Während dieses Transitionsvorgangs war die Gewährleistung einer künstlichen Stabilität und die Verwendung neuartiger Steuerungsorgane notwendig, die mit Hilfe des TMR entwickelt werden sollten. Das Gerät sollte darüber hinaus zeigen, ob die Regulierung der Höhe allein mit Hilfe der Hubtriebwerke erfolgen kann. Der Entwurf des Überschallflugzeugs und auch der Vorschlag für das TMR gehen zurück auf Alan Arnold Griffith. Dieser entwarf später auch einen 44-sitzigen Überschalljet mit 56 Rolls-Royce RB.162-Hubtriebwerken und 12 Triebwerken für den Horizontalantrieb.
Es wurden zwei Thrust Measuring Rigs gebaut, denen formal die RAF-Seriennummern XJ314 und XK426 zugeteilt wurden. Die ersten Flugversuche des TMR fanden gefesselt auf dem Rolls-Royce gehörenden Hucknall Airfield in der Nähe von Derby in einer Portalkran-ähnlichen Konstruktion statt. Auf einem Betonsockel war hierzu eine Stahlkonstruktion aufgebaut, die aus zwei 18,30 m (60 ft) hohen Stützen und einem 21,35 m (70 ft) langen Querträger zusammengesetzt war. Ein Aufhängungsmechanismus verhinderte ein zu schnelles Sinken des Geräts, zusätzlich sorgten vier Seile an den Seiten dafür, dass sich das TMR nicht aus der Vorrichtung hinaus bewegen konnte. Beim ersten Flug erreichte man eine Höhe von 6,10 m. Die ersten freien Flüge wurden ab dem 3. August 1954 durchgeführt, wobei regelmäßig Höhen von etwa 45 m erflogen wurden. Kritisch war, dass am Boden nur eine Rollgeschwindigkeit von maximal 8 km/h zulässig war, da anderenfalls wegen der kleinen Räder und dem hohen Schwerpunkt ein Überschlag des Geräts drohte. Wegen der nur gering wirksamen Rollsteuerung erfolgten die Starts bei Seitenwind immer mit der Nase oder Heck in den Wind, um die sehr schnell reagierende Nicksteuerung beim Abheben nutzen zu können.
Über einen Zeitraum von fünf Monaten wurden 23 Flüge durchgeführt. Weitere acht Flüge erfolgten in Farnborough.

## Konstruktion
Das TMR besaß zwei Rolls-Royce Nene-Strahltriebwerke, die horizontal „Rücken-an-Rücken“ eingebaut waren. Die Gasauslässe waren um 90° nach unten gekrümmt, so dass der Schubvektor beider Triebwerke durch den Schwerpunkt ging. Um bei Ausfall eines Triebwerks ein Rollen oder Nicken des Geräts zu verhindern, waren zusätzliche Maßnahmen erforderlich. Der Auslass des vorderen Triebwerks war dazu zweigeteilt und lag links und rechts von dem einzelnen Auslass des hinteren Antriebs. Für jedes Triebwerk stand ein separater Tank mit jeweils 431 Liter (95 Gallonen) zur Verfügung, die für eine Flugdauer von etwa 10 Minuten ausreichten.
Auf einer Plattform oberhalb der Antriebseinheiten war der Pilotensitz sowie das Auto-Stabilisierungssystem mit seinen Batterien angeordnet. Die Pylonkonstruktion, unter der der Pilot saß, diente anfangs als Aufhängevorrichtung für die gefesselten Flüge und später in einer verstärkten Ausführung bei den freien Flügen als Schutz bei einem eventuellen Überschlag auf dem Boden. Das Vierbein-Fahrwerk konnte Stöße bis zu einer Vertikalgeschwindigkeit von 11 m/s aufnehmen. Die Höhensteuerung erfolgte nur über die Leistungshebel, während die sonstige Steuerung über Druckluftauslässe an Rohrauslegern vorne, hinten und an beiden Seiten vorgenommen wurde. Die Ruderpedale betätigten Kabel mit denen die Ausleger mit den Auslassdüsen geschwenkt und eine Drehung um die Hochachse erreicht werden konnte.
Die Druckluft für Bewegungen um die Quer- und Rollachse wurde aus den beiden Verdichtern der Triebwerke an mehreren Stellen entnommen und jeweils über ein Rohr, das einen über den Umfang allmählich zunehmenden Durchmesser aufwies, gesammelt und an einen unter dem Pilotensitz befindlichen Druckbehälter geliefert. Die Verdichter wendeten 9 % ihrer Leistung auf, um bei einem Druck von etwa 12 bar einen Luftmassenstrom von 7,3 kg/s abzugeben. Der Druckbehälter hatte zwei Ventile, eines für die Nick- und eines für die Rollsteuerung, beide wurden durch die Autostabilisierungseinrichtung gesteuert. In neutraler Stellung und horizontalem Flug erzeugte die Nicksteuerung einen Schub von jeweils 1,3 kN. Bei Störungen des Flugs, z. B. ein Absenken der Nase durch Turbulenzen, wurden automatisch zwei Elektromotoren gestartet, die entsprechend die Ventile betätigten und mehr Druckluft für die vordere Düse freigaben. Die Ventile reagierten sehr schnell mit einer Reaktionszeit von lediglich 0,3 Sekunden von Neutralstellung bis zum Vollausschlag. Der Pilot besaß keine mechanische Verbindung zu der Steuerung, mit dem Steuerknüppel betätigte er lediglich einen Rheostat, der die am summierenden Verstärker des Stabilisierungssystems anliegende Spannung veränderte. Die laterale Steuerung funktionierte in gleicher Weise, lediglich der Düsenschub war mit je 40 lb deutlich geringer.
Das Schub/Gewichtsverhältnis betrug beim Start lediglich 1,08, d. h. der erzeugte Schub für den Auftrieb überstieg das Fahrzeuggewicht nur unwesentlich. Durch den Treibstoffverbrauch während des Flugs wurde das TMR in jeder Minute jedoch um 60 kg leichter, dadurch verbesserte sich dieses Verhältnis und damit auch das Flugverhalten deutlich.

## Nachwirkung
Die Ergebnisse der Flugversuche mit dem TMR führten zur Entwicklung des ersten Triebwerks, das speziell für einen senkrechten Einbau in strahlgetriebene, horizontal startende VTOL-Flugzeuge geeignet war. Das Rolls-Royce RB.108 wurde dann zum ersten Mal in dem Versuchsflugzeug Short SC.1 eingesetzt. In der Sowjetunion wurde 1957 im ZAGI die von Aram Rafaeljanz unter der Leitung von Wsewolod Matwejew konstruierte und nach dem Vorbild des TMR ausgelegte Turboljot (auch Turbolot) gebaut und durch J. A. Garnajew erprobt. Dieses auch als Letajuschtschi stul (Fliegender Stuhl) bezeichnete Schwebegestell besaß als Antrieb ein AM-3-Triebwerk. Das Fahrzeug ist ausgestellt im Zentralen Museum der Luftstreitkräfte der Russischen Föderation.

## Verbleib
Das zweite Exemplar des TMR (XK426) wurde 1957 bei einem Unfall zerstört. Die XJ314 befindet sich heute im Science Museum.

## Technische Daten
| Kenngröße           | Daten                                                                                     |
| ------------------- | ----------------------------------------------------------------------------------------- |
| Länge               | 8,54 m                                                                                    |
| Höhe                | 3,87 m (ohne aufgesetzten Pylon)                                                          |
| Spannweite (Breite) | 4,27 m                                                                                    |
| Max. Abflugmasse    | 3405 kg                                                                                   |
| Triebwerke          | 2 × Rolls-Royce Nene mit je 18 kN Schub (je 4050 lbf) + 2,9 kN Schub der vier Steuerdüsen |